# Juicero
 (mars 2025).
 (novembre 2023).
Juicero était une entreprise américaine qui concevait, fabriquait et vendait le Juicero Press, un extracteur de jus de fruits et légumes. Le Juicero Press était doté d'une connexion Wi-Fi et utilisait des paquets exclusifs en portions individuelles de fruits et légumes pré-hachés, octroyés au client exclusivement par l'entreprise par abonnement.
De 2014 à 2017, la société basée à San Francisco a reçu 120 millions de dollars en capital-risque de démarrage de la part d'investisseurs.
L'entreprise a attiré une attention médiatique négative lorsque les consommateurs et les journalistes ont découvert que ses sachets de jus pouvaient être pressés aussi facilement à la main qu'avec la coûteuse machine de l'entreprise. En 2017, à la suite d'une baisse significative des ventes, la société a cessé ses activités et a annoncé qu'elle cherchait un acheteur pour l'entreprise et sa propriété intellectuelle,.

## Histoire
Juicero a été fondée en 2013 par Doug Evans, qui a occupé le poste de PDG jusqu'en octobre 2016, date à laquelle l'ancien président de Coca-Cola Amérique du Nord, Jeff Dunn, lui a succédé. L’extracteur de jus de la société était initialement vendu au prix de 699 $ lors de son lancement en mars 2016 , mais son prix a été réduit à 399 $ en janvier 2017, 12 à 18 mois plus tôt que prévu, en réponse à la lenteur des ventes de l'appareil.